# Gray Fox
Pour les articles homonymes, voir Fox.
 (avril 2020).
Si vous disposez d'ouvrages ou d'articles de référence ou si vous connaissez des sites web de qualité traitant du thème abordé ici, merci de compléter l'article en donnant les références utiles à sa vérifiabilité et en les liant à la section « Notes et références ».
Gray Fox de son véritable nom Frank Jaeger est un personnage de jeu vidéo de la série Metal Gear. Il apparaît dans les jeux Metal Gear (1987), Metal Gear 2: Solid Snake (1990), Metal Gear Solid (1998) et Metal Gear Solid: Portable Ops (2006).

## Histoire

### Avant l'incident de San Hieronymo
Frank Jaeger, né au milieu des années 1950, est le fils d'un soldat américain et d'une vietnamienne. Rejeté par tous, il a participé, enfant, à un conflit au Mozambique. Le jeune garçon s'approchait de soldats ennemis, qui ne se méfiaient pas d'un enfant, puis il attaquait à l'aide d'une machette et massacrait ses ennemis. En raison de cette façon de procéder, et du fait qu'il parlait un peu l'allemand, le jeune garçon a été surnommé Frank Jaeger (le chasseur franc littéralement). C'est au cours de cette période qu'il est repéré pour la première fois par Big Boss. Celui-ci le plaça dans un orphelinat, mais il fut repris, visiblement par les Philosophes, pour le soumettre au programme du "soldat parfait".

### Péninsule de San Hieronymo
Seul survivant de ce programme, Frank reçoit le nom de code Null. Conditionné de façon à perdre toute mémoire après avoir accompli sa mission, il est pourtant marqué par son combat contre Big Boss. Ce dernier reconnait par ailleurs le jeune enfant soldat du Mozambique. Après un second combat contre Big Boss, Null retrouve ainsi la mémoire et Big Boss le prendra sous son aile. À la fin de Metal Gear Solid: Portable Ops, Roy Campbell explique que bien que vivant, le jeune Frank est encore traumatisé physiquement et psychologiquement, et qu'il devra rester en milieu hospitalier.

### Outer Heaven
Gray Fox (alias Frank Jaeger) apparaît pour la première fois dans le jeu Metal Gear. Son rôle est important bien que très secondaire. En effet, afin de trouver ce qui se passe à Outer Heaven, Big Boss envoie dans cette forteresse le meilleur agent de l'unité Fox Hound, Gray Fox, qui est aussi le seul agent à avoir réussi à atteindre le titre honorifique Fox. Mais peu après son entrée dans la forteresse, celui-ci est fait prisonnier dans une cellule secrète. Lors de sa mission, Solid Snake est chargé de le retrouver pour connaître les informations que Gray Fox a rassemblées sur le Metal Gear. Il confie à Snake que Metal Gear n'est autre qu'une arme bipède capable de lancer des missiles nucléaires.

### Zanzibar Land
Gray Fox se lie d'amitié avec Solid Snake après l'incident d'Outer Heaven, mais ce dernier disparait subitement en 1997.
Gray Fox réapparaît dans le deuxième opus des aventures de Solid Snake. Le joueur le rencontre en plein milieu de l'aventure, aux côtés de Big Boss, contre lequel Snake se bat. Alors que Snake, le Dr. Drago Pettrovich Madnar, et Natasha Marcova traversent un pont suspendu, un missile frappe le pont et blesse mortellement Natasha. Snake entend une voix qu'il connaît bien, lui dire de quitter les lieux sous peine de mourir. Cette voix est celle de Gray Fox, qui se trouve aux commandes du Metal Gear.
Plus tard, après que Snake a découvert le complot de Drago Pettrovich Madnar, Gray Fox lance un assaut contre Snake aux commandes du Metal Gear. Ce dernier est détruit par Snake, mais Gray Fox est toujours en vie, et un combat à mains nues dans un champ de mine commence entre Gray Fox et Snake. Solid Snake gagne le combat et part, le croyant mort.

### Transformation encyborg
Gray Fox n'a pas survécu, mais son corps est récupéré puis ramené au responsable médical de Fox Hound, le Dr. Clark (alias Para-Medic) qui se servit de lui comme un cobaye pour des expériences de thérapie génique. Gray Fox est ressuscité et se voit greffé un exosquelette expérimental qui lui permet d'augmenter sa force et son agilité, mais aussi sa discrétion grâce à une nouvelle technologie de camouflage optique.
En 2003, la sœur adoptive de Gray Fox, sous le nom d'emprunt de Naomi Hunter, entre dans l'unité Fox Hound, l'aide à s'échapper et camoufle le meurtre du Dr. Clark que commet Gray Fox dans son laboratoire.

### Shadow Moses
Gray Fox fait ensuite une apparition dans Metal Gear Solid, le 1er opus sur PlayStation et PC, sous le masque du « ninja », un exosquelette, capable d'arrêter les balles avec son sabre.
Gray Fox est bien mort lors de la mission de Zanzibar Land, mais son corps a été conservé et ramené à la vie. Il a subi de nombreuses expériences.
On apprend dans cet épisode que Gray Fox a une petite sœur adoptive qu'il a élevée, après avoir massacré sa famille (ce qu'il ne lui avouera jamais) : Naomi Hunter, une personne qui aide Snake dans Metal Gear Solid, et qui tentera de le tuer pour venger son frère.
Gray Fox est animé d'une soif de combat. On peut en effet comprendre que sous l'effet des drogues, il ait perdu la raison, et sa seule vrai raison de vivre une nouvelle fois est de combattre à nouveau celui qui l'avait déjà tué, Solid Snake. Il va notamment aider Snake sous le pseudonyme de Deepthroat, désirant sa survie afin de l'affronter.
Gray Fox trouve définitivement la mort dans cet opus, en essayant de se racheter, en se battant seul contre le Metal Gear Rex dirigé par Liquid Snake, se faisant écraser par celui-ci, ce qui permettra à Snake de détruire l'engin. Il fait part à Solid Snake de son dernier souhait ; que celui-ci annonce à Naomi la vérité sur le meurtre de ses parents mais Snake ne le fera pas pour qu'elle garde de lui un bon souvenir.
Dans la BD, on nous montre un Gray Fox tourmenté également par Psycho Mantis, un membre des terroristes de FoxHound.

## Autres apparitions
Le ninja est jouable dans Metal Gear Solid : Missions spéciales.
L'univers de Metal Gear faisant son entrée dans la série Super Smash Bros avec l'opus Super Smash Bros Brawl, Gray Fox accompagne Solid Snake en tant que « trophée aide » sous sa forme de cyborg, personnage non jouable qui pourfend les joueurs de son sabre.
Le personnage du ninja cyborg survit à la mort de Frank Jeager car Olga dans MGS2 et Raiden dans MGS4 Guns of Patriots revêtent une armure et portent un sabre similaire dans ces épisodes.
Les versions européenne et australienne de Metal Gear Rising: Revengeance sont dotées d'un contenu téléchargeable permettant de remplacer Raiden par le personnage de Gray Fox.
Dans Metal Gear Rising: Revengeance, Gray Fox est un personnage jouable aux côtés de Raiden dans les versions européenne et américaine du jeu.
Dans Metal Gear Solid V: Ground Zeroes, il est possible de débloquer l'apparence de Gray Fox pour la mission « Déjà-Vu » en terminant celle-ci en difficulté Difficile et en répondant correctement au quiz de fin de la mission.

## Voix
Dans Metal Gear Solid, Fox est doublé dans la version originale par Kaneto Shiozawa. Après son décès, ce fut Jun Fukuyama (Metal Gear Solid: Portable Ops) et Takumi Yamazaki qui prirent le relais. Toutefois, la voix de Shiozawa est utilisée pour les flashbacks de MGS 4. 
Dans la version française, c'est Olivier Deslandes qui double le personnage. Dans la version américaine, c'était Greg Eagles pour Metal Gear Solid , Larc Spies pour Metal Gear Solid: Portable Ops et Rob Paulsen pour le reste de ses apparitions.